# سارپ‌کایا (بتلیس)
سارپ‌کایا (به ترکی استانبولی: Sarpkaya) یک منطقهٔ مسکونی در ترکیه است که در بیتلیس واقع شده‌است.